# Valerie Landsburg
Valerie Landsburg (Nova York, 12 d'agost de 1958) és una actriu, directora de cinema i televisió nord-americana, guionista i cantautora. És coneguda sobretot per la seva interpretació de Doris Schwartz a la sèrie Fame de 1982, interpretant per a la televisió el paper que Maureen Teefy havia originat a la pel·lícula. També va ser la cantant de l'èxit al Regne Unit "Hi Fidelity". El productor Alan Landsburg era el seu pare, i va aparèixer en almenys una entrega de True Confessions, un programa de sèries d’antologia que va produir.

## Biografia
Nascuda a Nova York de Sally Landsburg, psicòloga i autora, i Alan Landsburg. Landsburg va debutar com a actriu a la pel·lícula de 1978 Gràcies a Déu, ja és divendres. El 1980 va assumir el paper de Libby a I Ought to Be in Pictures de Neil Simon. El 1982 va aparèixer a la sèrie de televisió Fame. Durant la sèrie, Landsburg va escriure i dirigir un episodi de la sèrie. Poc després que Landsburg abandonés el programa el 1987, va coprotagonitzar dues sèries de televisió de comèdia diferents, que pràcticament es van executar al mateix temps. La primera, You Again?, protagonitzada per Jack Klugman, va durar una temporada. Dels creadors de Cheers, va venir la sèrie de Bess Armstrong All Is Forgiven, que NBC va cancel·lar després de nou episodis. Tot i el seu compromís limitat, la sèrie es va retransmetre a la xarxa A&amp;E fins al 1989, on va obtenir una audiència més àmplia.
Fora dels papers recurrents a Hotel i Dream On, va aparèixer en una dotzena de pel·lícules de televisió i aparicions de convidada en sèries de televisió, incloent S'ha escrit un crim, Beverly Hills, 90210, Empty Nest, Nip/Tuck i The Unit. Entre projectes televisius i cinematogràfics, ha aparegut en obres teatrals. A més d’actuar, Landsburg ha dirigit diversos llargmetratges i programes de televisió episòdics.
El 2001 va llançar un àlbum format principalment per composicions pròpies, titulat Grownup. Entre els temes hi havia una nova gravació de "Hi Fidelity".
És membre vitalici de l'Acadèmia Asiàtica de Cinema i Televisió.

## Vida personal
Landsburg va estar casada des de 1984 amb el compositor James McVay però el matrimoni es va separar el desembre de 2010.
Tenen dos fills, Taylor (n. 1987) i Brooklyn (n. 1992). El matrimoni es va separar el desembre de 2010.

## Filmografia
| Pel·lícula | Pel·lícula                           | Pel·lícula                               | Pel·lícula                         |
| Any        | Pel·lícula                           | Paper                                    | Notes                              |
| ---------- | ------------------------------------ | ---------------------------------------- | ---------------------------------- |
| 1978       | Gràcies a Déu, ja és divendres       | Frannie                                  |                                    |
| 1990       | Benvinguda, Roxy Carmichael          | Miss Day Ashburn                         | Acreditada com a Valerie Landsberg |
| 1997       | Drawn to the Flame                   | -                                        | Directora                          |
| 1997       | Borrowed Life Stolen Love            | -                                        | Directora                          |
| 1997       | Too Good to Be True                  | -                                        | Productora                         |
| 2001       | Rock Star                            | Convidada a la festa després del concert | No acreditada                      |
| 2005       | Bound by Lies                        | -                                        | Directora                          |
| Televisió  |                                      |                                          |                                    |
| Any        | Títol                                | Paper                                    | Notes                              |
| 1976       | The Kids From C.A.P.E.R.             | Dunga Ginny                              | 1 episodi                          |
| 1979       | The Triangle Factory Fire Scandal    | Loretta                                  | Pel·lícula per a televisió         |
| 1980       | Marathon                             | Annie                                    | Pel·lícula per a televisió         |
| 1982–1987  | Fame                                 | Doris Rene Schwartz                      | 84 episodis                        |
| 1986       | You Again?                           | Pam                                      | 8 episodis                         |
| 1986       | All is Forgiven                      | Lorraine Elder                           | 9 episodis                         |
| 1987       | 1st &amp; Ten                        | Anna                                     | 5 episodis                         |
| 1987–1988  | Hotel                                | Cheryl Dolan                             | 17 episodis                        |
| 1988       | S'ha escrit un crim                  | Alice Brooke                             | 1 episodi                          |
| 1989       | The Ryan White Story                 | Loretta                                  | Pel·lícula per a televisió         |
| 1990       | Unspeakable Acts                     | Maggie Rivera                            | Pel·lícula per a televisió         |
| 1990       | Babies                               | Andrea                                   | Pel·lícula per a televisió         |
| 1990       | Beverly Hills, 90210                 | Cathy Gerson                             | 1 episodi                          |
| 1993       | Not in My Family                     |                                          | Pel·lícula per a televisió         |
| 1993–1994  | Dream On                             | Gina Pedalbee                            | 3 episodis                         |
| 1994       | Terror in the Night                  | Tina                                     | Pel·lícula per a televisió         |
| 1994       | One of Her Own                       | Stacy Schoep                             | Pel·lícula per a televisió         |
| 1995       | Empty Nest                           | Valerie                                  | 1 episodi Directora                |
| 1997       | Women: Stories of Passion            | -                                        | 4 episodis Directora               |
| 2000       | Bar Hopping                          | Agent No. 4                              | Pel·lícula per a televisió         |
| 2002       | The Best Sex Ever                    | -                                        | 7 episodis Directora               |
| 2003       | Columbo: Columbo Likes the Nightlife |                                          | Pel·lícula per a televisió         |
| 2005       | American Dreams                      |                                          | 1 episodi                          |
| 2005       | Nip/Tuck                             | Marian Berg                              | 1 episodi                          |
| 2006       | The Unit                             | Marge                                    | 1 episodi                          |
| 2006       | Windfall                             |                                          | 1 episodi                          |
| 2009       | Mrs. Washington Goes to Smith        | Noreen                                   | Pel·lícula per a televisió         |